# 珍珠疹

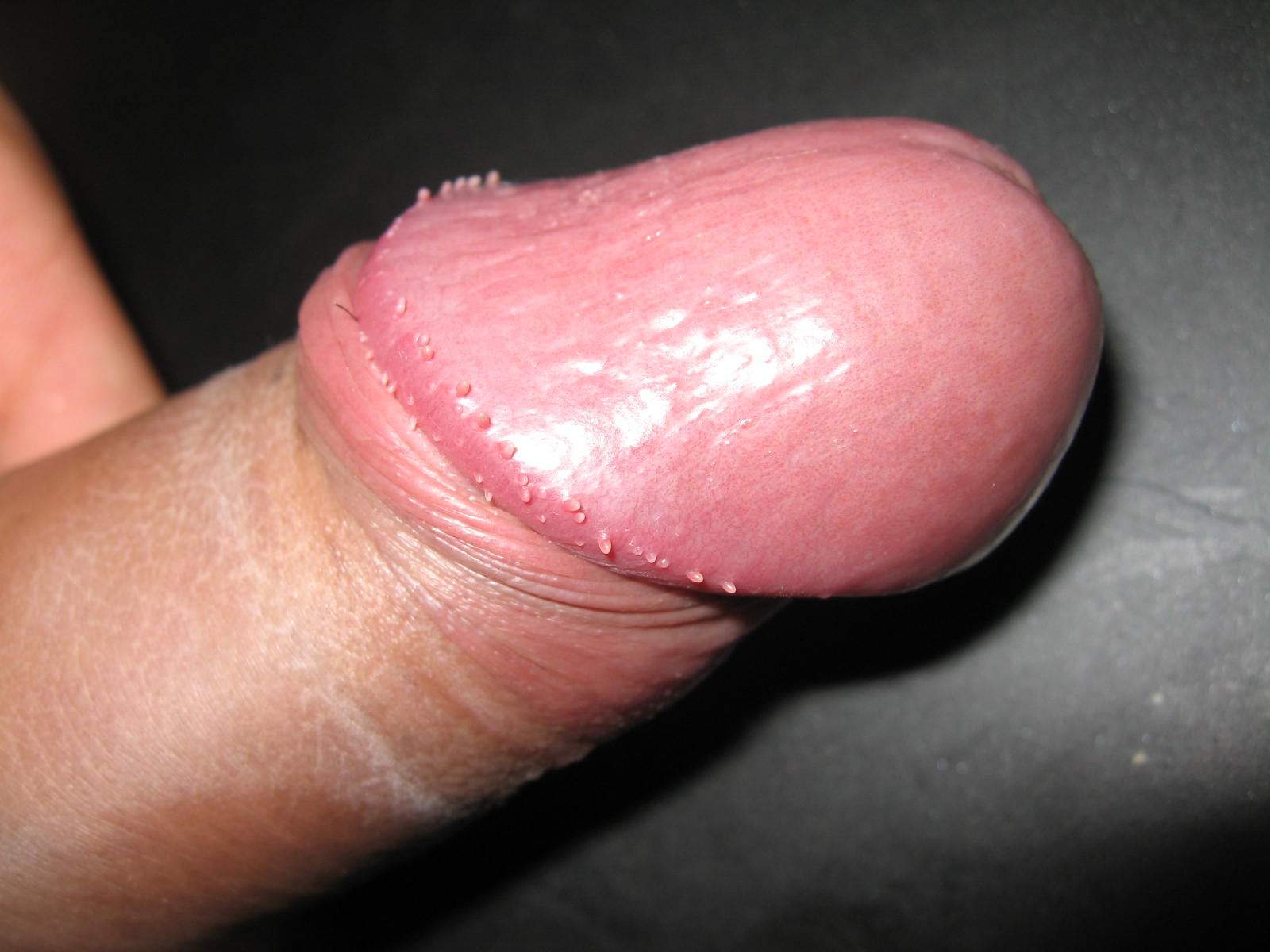
Hirsuties papillaris coronae glandis

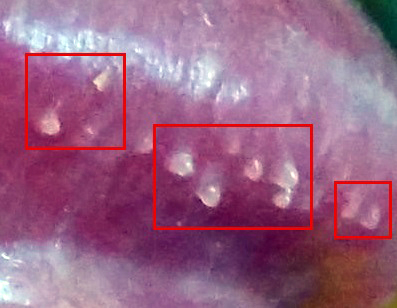
珍珠疹

陰莖珍珠狀丘疹（英語：Hirsuties papillaris genitalis）是男性生殖器区域上的小珍珠状圆形肿块，是血管纤维瘤的一种，通常在龟头上出现大小约(0.5-1)mm的皮肤色或红色丘疹。由於患者身體無不適感，並且沒有任何其他症狀，這通常被認為是一種無害的生理變異。不具传染性，因此不属于性病。

## 病因
引起陰莖珍珠狀丘疹的原因尚未明確，但常出現於未割包皮的男性身上，也有學者認為與包皮過長有關。它的好發年齡層出現在20歲到30歲間，隨著年紀增長而降低發生率。據估計有8%-48%的男性患有陰莖珍珠狀丘疹，未割過包皮的男性感染率(22%)會高於割過包皮的男性(12%)，且黑人(21%)比白人(7%)感染的機率要高。
陰莖珍珠狀丘疹常發生在龜頭的邊緣、冠狀溝交界處、包皮表面，其外觀為珍珠狀乳白色丘疹，表面光滑，其顏色有粉紅色、白色、黃色，而透明的則較為少見。大小通常為(0.5~1)毫米寬，(0.5~1)毫米長，圓球狀的小丘疹，規則分佈在陰莖的冠狀溝上。一般來說沒有其他特別的症狀，大多數為患者偶然之間發現的。

## 与尖锐湿疣的区别
陰莖珍珠狀丘疹在臨床診斷中與性交感染的生殖器尖锐湿疣類似，容易混淆。從組織學上講，陰莖珍珠狀丘疹包含有融合缩氨酸，而融合縮氨酸缺少人類乳突狀病毒感染所需的特殊形態。為研究人類乳突狀病毒與陰莖珍珠狀丘疹的聯繫，加拿大魁北克省蒙特利爾莫蒂默大衛爵士猶太人斯綜合醫院從13位患有陰莖珍珠狀丘疹的患者中提取組織樣本以作檢測，其中有一部分患者患有尖锐湿疣。
通過聚合酶鏈反應來檢測活組織樣本中是否含有人類乳突狀病毒DNA。結果顯示沒有一個陰莖珍珠狀丘疹裡含有人類乳突狀病毒DNA，但是在7個同時患有尖锐湿疣的患者中有4個檢測到含有人類乳突狀病毒DNA。這些結果表明，陰莖珍珠狀丘疹裡不存在人類乳突病毒DNA，因此在臨床上明確區分陰莖珍珠狀丘疹與尖锐湿疣有很重要的意義。

## 治療
阴茎珍珠疹属于一种良性病症，有的人持续一定时间后可消退，有的人可持续数十年无变化。雖珍珠疹症無傳染性，且在生理層面上無害，但患者可能由於外觀產生心理或性伴侶關係間的困擾（通常因人而異），因此治療上醫生應充分說明珍珠疹的特性，瞭解並尊重患者的需求，由病患決定是否需要治療。另一方面，为了预防该病症加重，應注重预防及护理。如为包皮过长所致，就尽早治疗包皮过长；如为局部分泌物刺激，应勤洗阴茎及会阴部，勤换洗内裤等。若珍珠疹患者要求治疗时可选用以下几种治疗方法：
- 激光疗法（医院器械治疗）
- 冷冻疗法（医院器械治疗）

在英國劍橋大學艾登布汝克醫院（Addenbrooke's Hospital）对200名泌尿生殖器科患者做的调查中，顯示48%的患有陰莖珍珠狀丘疹。而在這些患有陰莖珍珠狀丘疹的患者中，73%的丘疹小於1毫米。出現於冠狀物周圍的丘疹有19%的小於1毫米，8%的大於1毫米。通過調查，對於陰莖珍珠狀丘疹，有超過1/3的人曾為此擔憂過，有大約1/4的人曾為此遇到過尷尬的時候。對於患有小丘疹的患者，14%的希望能去除掉，而患有大丘疹的患者，75%的希望能除掉。其中有兩例曾用過CO2鐳射治療，效果非常好。